# Plezalne ocene

## Prosto skalno plezanje
Znanih je več lestvic za ocenjevanje težavnosti smeri, najbolj znane so francoska, UIAA, ZDA, britanska... Pri večini gre zgolj za oceno težavnosti, nekatere (npr. britanska) pa vključujejo tudi možnost varovanja.
V Sloveniji sta najpogosteje uporabljani lestvici UIAA (predvsem v alpinizmu) in francoska lestvica (predvsem v športnem plezanju).

## Kombinirane smeri
Kombinirane smeri se pleza s tehniko kombiniranega plezanja (plezalec pleza s sodobnimi cepini - stroji in derezami). Ni nujno, da je v smeri led vendar navadno je. 
- M1-3: lahko, majhen naklon
- M4: rahlo navpična smer, ki zahteva nekaj kombiniranega plezanja
- M5: zahteva nekaj nepretrganega navpičnega kombiniranega plezanja
- M6: navpično, previsno plezanje; težavnejši kombinirani prehodi
- M7: previsno; tehnično zahtevni prehodi, ki zahtevajo precej moči; do 10m težavnega plezanja
- M8: močno previsno, strehe; tehnično zahtevni prehodi, zahtevajo precej moči; daljši težavnejši deli
- M9: velike strehe, daljši navpični in previsni deli z zahtevnimi oprimki
- M10: najmanj 10 metrov strehe ali 30 metrov previsnega kombiniranega plezanja z zahtevnimi gibi in brez možnosti počitka
- M11: za dolžino vrvi dolg previsen raztežaj z zahtevnim atletskim plezanjem, ali do 15 metrov strehe
- M12: M11 z bolderskimi, dinamičnimi gibi na zahtevnih oprimkih

## Ledno plezanje
Za ocenjevanje težavnosti plezanja zaledenelih slapov uporabljamo oceno za tehnično težavnost in oceno za zahtevnost, ki pokaže celostno podobo vzpona. Pri tehnični težavnosti se ocenjuje le najtežji raztežaj. Na tretjo stopnjo se lahko doda znak +.
- 1 - zelo lahko odstavki z nagibom 45°. Plezalni cepini še niso potrebni, saj zadošča navaden cepin
- 2 - nagib do 60°, vendar le nekaj metrov,
- 3 - nagib 60°, vmes tudi kratko strmo mesto (10 m 70° ali 2 m 90°),
- 4 - nagib 65° do 75°, lahko tudi manj, vendar s strmim mestom (15 m 80° ali 5 m 90°),
- 5 - nagib 75° do 85°, dobra stojišča, malo možnosti za počitek v raztežaju,
- 6 - strm (40 m 90°), naporen reztežaj brez možnosti počitka,
- 7 - raztežaj z navpičnim ledom, tehnično zahtevnejši, s slabim varovanjem

Lestvica je odprta navzgor.